# Nilton Quadros Campos
Nilton Quadros Campos (Rio de Janeiro, 23 de agosto de 1898 – 9 de setembro de 1963) foi um médico brasileiro.
Graduado pela Faculdade de Medicina do Rio de Janeiro em 1924. Foi eleito membro da Academia Nacional de Medicina em 1961, sucedendo Antonio Fernandes da Costa Junior na Cadeira 59, que tem Nina Rodrigues como patrono.